# Andrea Moda S921
Az Andrea Moda S921 egy Formula–1-es versenyautó, amit az Andrea Moda Formula csapat tervezett és indított az 1992-es Formula–1 világbajnokság során. Az autókat Roberto Moreno és Perry McCarthy vezették.

## Áttekintés
Az autó terveit Nick Wirth Simtek nevű cégétől vásárolta a csapat, amely eredetileg a BMW 1990-es gyári csapatként történő visszatéréséhez készítette. Kisebb módosításokat eszközöltek rajta, hogy megfeleljenek az az évi szabályoknak. A csapat a Judd GV motorokat használta az idényben.
Rettentően sikertelen évük volt, a legjobb eredményüket a monacói nagydíjon érték el, ahol Moreno sikeresen abszolválta a prekvalifikációt, és habár az utolsó, 26. helyről, de elindulhatott a futamon, amiről azonban 11 kör után kiesett. A francia nagydíjon egyáltalán nem vettek részt, miután nem tudtak a kamionossztrájk miatt idejében odaérni. A csapat látványosan jobban favorizálta Morenót, McCarthy rovására, ami miatt figyelmeztették is az Andrea Modát. Végül aztán, miután a csapattulajdonos Andrea Sassettit a belga nagydíjon letartóztatták csalás miatt, a csapat története is véget ért, miután kizárták őket a további küzdelmekből, mert szégyent hoztak a sportágra.

## Eredmények
| Év   | Csapat              | Motor   | Gumik | Pilóták        | 1   | 2   | 3   | 4   | 5   | 6   | 7   | 8   | 9   | 10  | 11  | 12  | 13  | 14  | 15  | 16  | Pontok | Helyezés |
| ---- | ------------------- | ------- | ----- | -------------- | --- | --- | --- | --- | --- | --- | --- | --- | --- | --- | --- | --- | --- | --- | --- | --- | ------ | -------- |
| 1992 | Andrea Moda Formula | Judd GV | G     |                | RSA | MEX | BRA | ESP | SMR | MON | CAN | FRA | GBR | GER | HUN | BEL | ITA | POR | JPN | AUS | 0      | -        |
| 1992 | Andrea Moda Formula | Judd GV | G     | Roberto Moreno |     |     | NPK | NPK | NPK | KI  | NPK |     | NPK | NPK | NK  | NK  |     |     |     |     | 0      | -        |
| 1992 | Andrea Moda Formula | Judd GV | G     | Perry McCarthy |     |     | NI  | NPK | NPK | NPK | NI  |     | NPK | EX  | NPK | NK  |     |     |     |     | 0      | -        |